# Govern de Catalunya 2021-2024
El Govern de Catalunya de 2021 estigué presidit per Pere Aragonès en el marc de la tretzena legislatura, entre el 21 de maig de 2021 i el 9 d'agost de 2024.
Esquerra Republicana de Catalunya i Junts per Catalunya van formar govern, però la destitució del vicepresident Jordi Puigneró i Ferrer per part del president Pere Aragonès va provocar una consulta a les bases de Junts, que va avalar la sortida del partit del govern el 10 d'octubre 2022 i que Esquerra Republicana de Catalunya formés un govern en minoria fins que en 13 de març de 2024 el rebuig dels pressupostos del govern de Pere Aragonès va provocar la convocatòria anticipada de les eleccions al Parlament de Catalunya per al 12 de maig de 2024.
L'acció del govern Aragonès va amortir les polítiques independentistes per ampliar la base de suport i canviar l'actitud del govern i els poders fàctics de l'Estat espanyol envers les demanades independentistes mitjançant una taula de diàleg, que va obtenir uns escassos resultats.
Va proposar la precandidatura als Jocs Olímpics d'Hivern de 2030. Durant els primers mesos de govern, va haver de gestionar el final de les restriccions de la Pandèmia de COVID-19. El 28 de setembre de 2021, anuncià la gratuitat de l'últim any de l'escola bressol, com a primer pas cap a la gratuïtat total de l'educació infantil a Catalunya. El govern va haver de fer front a la polèmica pels processos d'estabilització de la Generalitat de Catalunya, les Vagues dels sindicats d'educació i sanitaris, la crisi a les per l'assassinat d'una funcionària de presons per part d'un pres, o la lluita contra la sequera, i el 20 de febrer de 2024, anuncia 1.045 milions d'euros per lluitar contra la sequera en els pressupostos del mateix any.
El conseller Joan Ignasi Elena, el 20 de desembre de 2021 anuncià la destituició del major Josep Lluís Trapero com a responsable de cos de Mossos d'Esquadra, al·legant manca de confiança, i pel comissari Josep Maria Estela. El 17 d'octubre de 2022 va destituïr Josep Maria Estela després de nou mesos de càrrec nomenant pel número 2 del cos, Eduard Sallent, per desavinences de lleialtat entre ambdós comandaments,motivant la reprovació d'Elena pel Parlament el 24 de novembre amb els vots a favor de PSC, Vox, Cs i PP.
El juliol de 2024 la ertzaintza va assumir el control de l'ordre públic i la integritat de les persones i el patrimoni als aeroports i ports bascos, que exercien la Guàrdia Civil i el Cos Nacional de Policia, una competència que el govern de Pere Aragonès va acordar també per als Mossos d'Esquadra però no es va materialitzar per la convocatòria d'eleccions, i el següent govern, del socialista Salvador Illa va rebutjar.

## Composició

### Conselleries
| Departament | Conseller/a                  | Imatge | Partit                    | Cronologia                                  |
| --- | ---------------------------- | ------ | ------------------------- | ------------------------------------------- |
| Vicepresidència del Govern i Departament de Polítiques Digitals i Territori (2021-2022) Departament de Territori (2022) | Jordi Puigneró i Ferrer      |        |                           | 26 de maig de 2021 — 28 de setembre de 2022 |
| Vicepresidència del Govern i Departament de Polítiques Digitals i Territori (2021-2022) Departament de Territori (2022) | Juli Fernández i Olivares    |        |                           | 11 d'octubre de 2022 — 12 de juny de 2023   |
| Vicepresidència del Govern i Departament de Polítiques Digitals i Territori (2021-2022) Departament de Territori (2022) | Ester Capella i Farré        |        |                           | 12 de juny de 2023 — 12 d'agost de 2024     |
| Departament de Presidència                                                                                              | Laura Vilagrà i Pons         |        |                           | 26 de maig de 2021 — 12 d'agost de 2024     |
| Departament d'Empresa i Treball                                                                                         | Roger Torrent i Ramió        |        |                           | 26 de maig de 2021 — 12 d'agost de 2024     |
| Departament d'Economia i Hisenda                                                                                        | Jaume Giró i Ribas           |        | independent proposat per  | 26 de maig de 2021 — 10 d'octubre de 2022   |
| Departament d'Economia i Hisenda                                                                                        | Natàlia Mas i Guix           |        |                           | 11 d'octubre de 2022 — 12 d'agost de 2024   |
| Departament d'Igualtat i Feminismes                                                                                     | Tània Verge i Mestre         |        | independent proposada per | 26 de maig de 2021 — 12 d'agost de 2024     |
| Departament d'Acció Exterior i Govern Obert (2021-2022) Departament d'Acció Exterior i Unió Europea (2022)              | Victòria Alsina i Burgués    |        | independent proposada per | 26 de maig de 2021 — 10 d'octubre de 2022   |
| Departament d'Acció Exterior i Govern Obert (2021-2022) Departament d'Acció Exterior i Unió Europea (2022)              | Meritxell Serret i Aleu      |        |                           | 11 d'octubre de 2022 — 12 d'agost de 2024   |
| Departament d'Educació                                                                                                  | Josep González i Cambray     |        |                           | 26 de maig de 2021 — 12 de juny de 2023     |
| Departament d'Educació                                                                                                  | Anna Simó i Castelló         |        |                           | 12 de juny de 2023 — 12 d'agost de 2024     |
| Departament de Recerca i Universitats                                                                                   | Gemma Geis i Carreras        |        |                           | 26 de maig de 2021 — 10 d'octubre de 2022   |
| Departament de Recerca i Universitats                                                                                   | Joaquim Nadal i Farreras     |        | independent proposat per  | 11 d'octubre de 2022 — 12 d'agost de 2024   |
| Departament d'Acció Climàtica, Alimentació i Agenda Rural                                                               | Teresa Jordà i Roura         |        |                           | 26 de maig de 2021 — 12 de juny de 2023     |
| Departament d'Acció Climàtica, Alimentació i Agenda Rural                                                               | David Mascort i Subiranas    |        |                           | 12 de juny de 2023 — 12 d'agost de 2024     |
| Departament de Salut | Josep Maria Argimon i Pallàs |        | independent proposat per  | 26 de maig de 2021 — 10 d'octubre de 2022   |
| Departament de Salut | Manel Balcells i Díaz        |        |                           | 11 d'octubre de 2022 — 12 d'agost de 2024   |
| Departament d'Interior                                                                                                  | Joan Ignasi Elena i Garcia   |        | independent proposat per  | 26 de maig de 2021 — 12 d'agost de 2024     |
| Departament de Drets Socials                                                                                            | Violant Cervera i Gòdia      |        |                           | 26 de maig de 2021 — 10 d'octubre de 2022   |
| Departament de Drets Socials                                                                                            | Carles Campuzano i Canadés   |        | independent proposat per  | 11 d'octubre de 2022 — 12 d'agost de 2024   |
| Departament de Cultura                                                                                                  | Natàlia Garriga i Ibáñez     |        |                           | 26 de maig de 2021 — 12 d'agost de 2024     |
| Departament de Justícia (2021-2022) Departament de Justícia, Drets i Memòria (2022)                                     | Lourdes Ciuró i Buldó        |        |                           | 26 de maig de 2021 — 10 d'octubre de 2022   |
| Departament de Justícia (2021-2022) Departament de Justícia, Drets i Memòria (2022)                                     | Gemma Ubasart i González     |        | independent proposada per | 11 d'octubre de 2022 — 12 d'agost de 2024   |

### Portaveu del Govern
| Portaveu del Govern | Imatge | Coalició (Partit) | Cronologia                             |
| ------------------- | ------ | ----------------- | -------------------------------------- |
| Patrícia Plaja      |        | Independent       | 1 de juny de 2021 - 12 d'agost de 2024 |

### Secretari del Govern
| Secretari del Govern | Imatge | Coalició (Partit) | Cronologia |
| -------------------- | ------ | ----------------- | ---------- |
| Xavier Bernardí Gil  |        | Independent       |            |

### Secretaris generals
| Departament                                               | Secretari o secretària general | Cronologia                           |
| --------------------------------------------------------- | ------------------------------ | ------------------------------------ |
| Departament de la Presidència                             | Núria Cuenca León              | 26 de maig 2021 - agost de 2024      |
| Departament d'Empresa i Treball                           | Oriol Sagrera i Saula          | 26 de maig 2021 - agost de 2024      |
| Departament d'Economia i Hisenda                          | Jordi Cabrafiga i Macias       | 26 de maig 2021 - 11 d'octubre 2022  |
| Departament d'Economia i Hisenda                          | Josep Maria Vilarrúbia i Tàpia | 11 d'octubre de 2022 - agost de 2024 |
| Departament d'Igualtat i Feminismes                       | Georgina Oliva i Peña          | 26 de maig 2021 - agost de 2024      |
| Departament d'Acció Exterior i Unió Europea               | Lluís Baulenas i Cases         | 26 de maig 2021 - 11 d'octubre 2022  |
| Departament d'Acció Exterior i Unió Europea               | Bernat Costas Castilla         | 11 d'octubre de 2022 - agost de 2024 |
| Departament d'Educació                                    | Patrícia Gomà i Pons           | 26 de maig 2021 - agost de 2024      |
| Departament de Recerca i Universitats                     | Esther Morales i Miguel        | 26 de maig 2021 - 11 d'octubre 2022  |
| Departament de Recerca i Universitats                     | Joaquim Nin i Borredà          | 11 d'octubre de 2022 - agost de 2024 |
| Departament d'Acció Climàtica, Alimentació i Agenda Rural | David Mascort Subiranas        | 14 de gener de 2016 - agost de 2024  |
| Departament de Territori                                  | Ricard Font i Hereu            | 26 de maig 2021 - 11 d'octubre 2022  |
| Departament de Territori                                  | Joan Jaume i Oms               | 11 d'octubre de 2022 - agost de 2024 |
| Departament de Salut                                      | Meritxell Masó i Carbó         | 26 de maig 2021 - 11 d'octubre 2022  |
| Departament de Salut                                      | Mercè Salvat Guinjoan          | 11 d'octubre de 2022 - agost de 2024 |
| Departament d'Interior                                    | Oriol Amorós i March           | 26 de maig 2021 - 11 d'octubre 2022  |
| Departament d'Interior                                    | Tamara Garcia i de la Calle    | 11 d'octubre de 2022 - agost de 2024 |
| Departament de Drets Socials                              | Maria Dolors Rusinés i Bonet   | 26 de maig 2021 - 11 d'octubre 2022  |
| Departament de Drets Socials                              | Oriol Amorós i March           | 11 d'octubre de 2022 - agost de 2024 |
| Departament de Cultura                                    | Jordi Foz i Dalmau             | 26 de maig 2021 - agost de 2024      |
| Departament de Justícia, Drets i Memòria                  | Joaquim Clavaguera i Vilà      | 26 de maig 2021 - 11 d'octubre 2022  |
| Departament de Justícia, Drets i Memòria                  | Jordi Martinoy i Camós         | 11 d'octubre de 2022 - agost de 2024 |